# Hother Ostermann
Pour les articles homonymes, voir Ostermann.
Hother Bertel Simon Ostermann, né le 12 juin 1876 à Nørre Årslev, Sønderhald Herred, Randers Amt et mort le 28 juin 1950 à Greve, Tune Herred, Københavns Amt) était un pasteur, missionnaire, enseignant, historien, généalogiste, écrivain et traducteur danois.

## Biographie
Hother Ostermann est le fils du marchand Christian Andreas Leopold Ostermann (1854-1912) et de son épouse Bertha Franziska Augusta Marie Gjølbye (1856-1940).
Après avoir quitté l'école, Hother Ostermann travaille dans une pharmacie de 1892 à 1894 avant de terminer ses études privées en 1896. Il travaille ensuite comme précepteur à Veksø et devient candidat en théologie en 1901. Ses amis d'enfance Knud Rasmussen et son cousin Frederik Balle éveillent son intérêt pour le Groenland. Dès lors, il travaille comme pasteur et missionnaire à Ilulissat. En 1903, il est nommé directeur d'une école normale. L'année suivante, il déménage à Aasiaat et est d'abord pasteur, puis à partir de 1906 à Nuuk, où il est également professeur au séminaire de Grønlands. Après seulement un an, il retourne à son ancien lieu de travail, Ilulissat, et reprend son poste de pasteur et de directeur de séminaire. Ce n'est qu'en 1921 qu'il retourne au Danemark et est finalement pasteur à Greve Sogn jusqu'en 1946, date à laquelle il prend sa retraite.
Hother Ostermann travaille pendant des années à la recherche des registres paroissiaux groenlandais et à l'enregistrement des familles du pays dans des livres biographiques et généalogiques. D'autres ouvrages traitent de l'histoire des missions des Européens au Groenland. Il traduit également les Psaumes et les contes de fées de Hans Christian Andersen en groenlandais.

### Mariage et enfants
Le 11 juin 1901, il épouse Marie Kirstine "Dina" Andersen (1878-1945) à Valby, fille de Jens Andersen (1837-1880) et de Caroline Pedersen (1848-1886), originaires de Hårby,. De son mariage naît les enfants suivants :
- Ingeborg Henriette Ostermann (* 7 juillet 1902 à Ilulissat)[3]
- Margrethe Ostermann (* 10 décembre 1905 à Ilulissat)[4]
- Totgeborene Tochter (*/† 2 juillet 1907 à Ilulissat)[5]
- Arne Ostermann (* 5 décembre 1909 à Ilulissat)[6]
- Knud Ostermann (* 3 janvier 1912 à Ilulissat)[7]
- Kirsten Ostermann (* 7 juillet 1915 à Ilulissat)[8]

## Publications
- Meddelelser om danske Slægter i Grønland (article, 1915)
- Bidrag til danske og norske Slægter i Grønland (article, 1917)
- Svenske Slægter i Grønland (article, 1921)
- Den norske Grønlandsprest provst Jørgen Sverdrup (1922)
- Dagbøker av nordmenn på Grønland før 1814 (trois volumes, 1935–1944)
- Grønlandske distriktsbeskrivelser forfattet av nordmenn før 1814 (1937)
- En grønlandsk Gren af Slægten Hammond (article, 1938)
- Norske notater i Grønlands kirkebøker (article, 1938)
- Nordmænd paa Grønland 1721–1814 (deux volumes, 1940)
- Skrivelser angående Mathis Jochimsens Grønlandsekspedition (1946)